# Germanicus

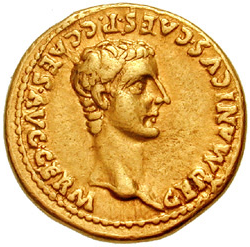
Aureus des Caligula mit dem Abbild des Germanicus Caesar

Germanicus, Marmorbüste, Musée Saint-Raymond

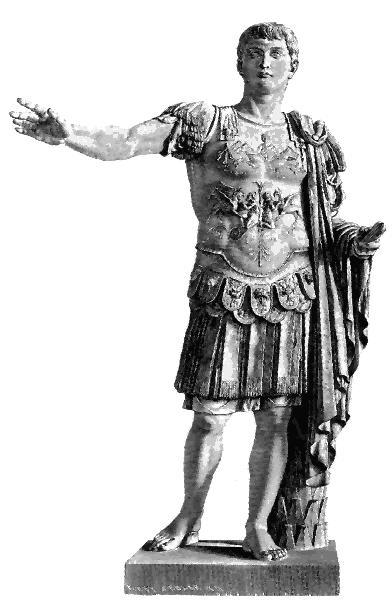
Germanicus als Feldherr, Vatikanische Museen, Rom

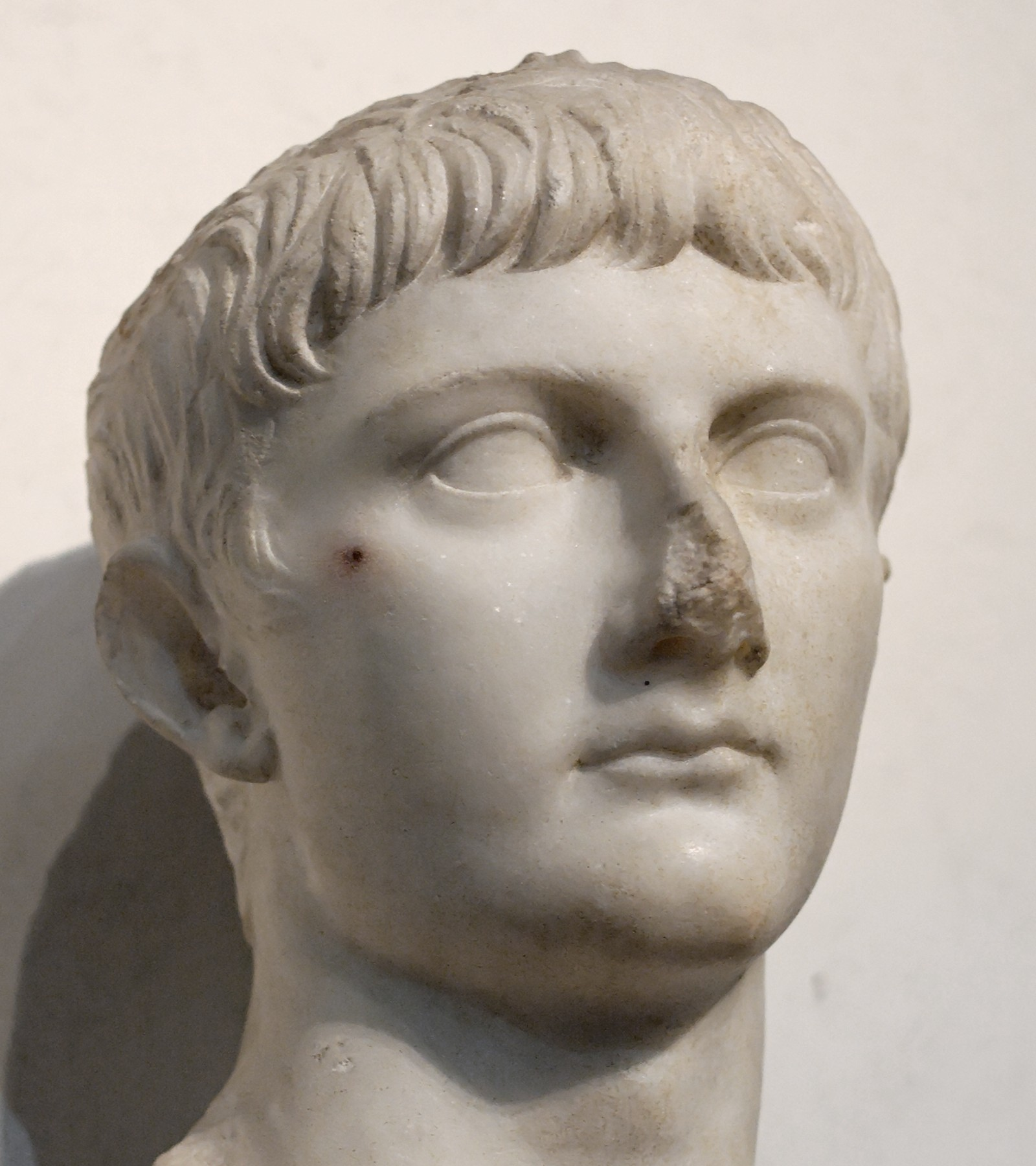
Büste von Germanicus, erste Hälfte des ersten Jahrhunderts, Museo Nazionale Romano: Palazzo Massimo alle Terme, Rom

Nero Claudius Germanicus (* 24. Mai 15 v. Chr.; † 10. Oktober 19 n. Chr. in Antiochia am Orontes) war ein römischer Feldherr, bekannt durch seine Feldzüge in Germanien (Germanicus-Feldzüge). Er war der Vater des Caligula, Großvater Neros sowie Großneffe des ersten römischen Kaisers Augustus. Von diesem war er zum Nachfolger des Tiberius als Princeps bestimmt worden, starb aber noch vor Tiberius.

## Leben

### Familie
Germanicus war ein Sohn des älteren Drusus und der jüngeren Antonia. Den Siegerbeinamen Germanicus erhielt er nicht auf Grund seiner Taten, sondern erbte ihn von seinem Vater. Sein Bruder war der spätere Kaiser Claudius.
Als Augustus im Jahre 4 n. Chr. zum wiederholten Mal seine Nachfolge zu ordnen versuchte, adoptierte er seinen Stiefsohn Tiberius, mit der Maßgabe, dass dieser gleichzeitig seinen Neffen an Sohnes statt annahm. Germanicus war damit als der übernächste Princeps bestimmt. Von dieser Zeit an war sein Name Germanicus Iulius Caesar, wobei das Nomen Iulius nur selten genannt wurde. Er heiratete die ältere Agrippina, eine Enkelin des Augustus, mit der er neun Kinder hatte, darunter Nero Caesar, Drusus Caesar, Gaius, den späteren Kaiser Caligula, Agrippina die Jüngere, die Frau des Claudius und Mutter Neros, Drusilla und Iulia Livilla. Der Historiker Tacitus behauptet, Tiberius habe Germanicus heimlich gefürchtet und gehasst, doch gibt es hierfür keine belastbaren Indizien. Vielmehr akzeptierte der Kaiser die Nachfolgeregelung auch nach dem Tod des Augustus und förderte seinen Neffen entsprechend.

### Heerführer
Germanicus unterstützte Tiberius bei der Niederschlagung des pannonischen Aufstandes und bei der Sicherung der Rheingrenze nach der Varusschlacht. Im Jahre 13 übernahm er den Oberbefehl am Rhein und musste im folgenden Jahr, nach dem Tod des Augustus, eine Meuterei der dortigen Legionen unterdrücken, die ihn gerne zum Kaiser ausgerufen hätten: Indem Germanicus gegenüber Tiberius loyal blieb, wurde ein neuer Bürgerkrieg vermieden.
Nach einem ersten Einfall in das rechtsrheinische Germanien im Jahr 14 gegen die Marser begann Germanicus im folgenden Jahr großangelegte Vorstöße, die so genannten Germanicus-Feldzüge, zuerst gegen die Chatten, dann zur Ems und zum Ort der Varusschlacht. Auf dem Rückmarsch zum Rhein wären die vier von Aulus Caecina Severus befehligten Legionen in der Schlacht an den Pontes longi fast vernichtet worden. Zwei weitere Legionen, die Germanicus zur Entlastung der Schiffe hatte ausladen und unter dem Legaten Vitellius entlang der Küste marschieren lassen, erfuhren durch eine Sturmflut hohe Verluste. Im Jahr 16 besuchte Germanicus erneut das Schlachtfeld und stieß bis zur Weser vor, wo es im Sommer bei Idistaviso zu einer Schlacht gegen Arminius kam, die keinen eindeutigen Sieger hatte. Es folgte im Spätsommer auf seinem Rückzug in die Winterlager ein glimpflich verlaufendes Gefecht am Angrivarierwall. Doch vernichtete ein schwerer Sturm in der Nordsee einen Großteil der 1000 Schiffe umfassenden Flotte, deren Bau Germanicus für die Eroberung in Auftrag gegeben hatte.
Obwohl Germanicus zwei Jahre lang mit acht Legionen, d. h. einem Drittel der römischen Gesamtstreitkräfte, das Land durchzog, konnte er die Arminius-Koalition nicht entscheidend schwächen, denn ein Jahr nach dem Abzug von Germanicus konnte die 74.000-Mann-Armee des Markomannenkönigs Marbod in einer offenen Feldschlacht die Arminius-Koalition nicht besiegen. Dies spricht eindeutig dafür, dass die Feldzüge des Germanicus trotz einiger Siege ihren Zweck nicht erfüllten. Viele der Gefechte, die als Siege der Römer erscheinen, waren es – so Ralf G. Jahn nach einer gründlichen Analyse – vielleicht nicht. Bestenfalls handelte es sich um Siege, die nicht kriegsentscheidend waren. Tiberius selbst sprach von schwerwiegenden und furchtbaren Verlusten.
Auch von einer gelungenen „Rache für Varus“ kann nicht die Rede sein. Denn erstens befand sich einer der drei Legionsadler bis 41 n. Chr. noch in germanischer Hand, zweitens fand eine deditio (Unterwerfung) des Kerns der aufständischen Stämme nicht statt, drittens befand sich Arminius noch an der Spitze einer starken Koalitionsarmee und viertens konnte dieser im Jahre 17 n. Chr. unwidersprochen behaupten, dass er die Römer „hinausgeworfen“ habe, das heißt, er konnte den Erfolg für sich reklamieren, ohne dass dies unglaubhaft erschien.
Die von Kaiser Tiberius 16 n. Chr. gegenüber dem Germanicus ausgegebene Doktrin, die Germanen ihren inneren Streitigkeiten zu überlassen, anstatt sie unter hohen römischen Verlusten in ihren Wäldern und Sümpfen zu bekämpfen, ging tatsächlich auf: Nach dem Tod des Arminius (ca. 21 n. Chr.) löschte sich die cheruskische Aristokratie durch Bruderfehden zunehmend aus, so dass im Jahr 47 n. Chr. die Cherusker in Rom um einen geeigneten Fürsten nachsuchten. Rom gewährte ihnen daraufhin den Italicus. Sein Erfolg bei der Befriedung der Blutfehden war jedoch begrenzt. Tacitus konnte um 100 n. Chr. schreiben, dass das vor kurzem noch so starke und wichtige Cheruskergeschlecht bis auf einen elenden Haufen nicht mehr existierte.
Weitere Streifzüge der römischen Legionen blieben dennoch nicht aus. So bezeugen Funde am Harzhorn, dass noch im 3. Jahrhundert n. Chr., über 220 Jahre nach der Varusschlacht, weit im germanischen Gebiet größere römische Verbände operierten.

### Tod
Germanicus wurde abberufen, in Rom mit einem Triumph geehrt und von Tiberius in politischer Mission in den Osten des Reiches entsandt. Er reiste über Griechenland, wo er bei den 199. Olympischen Spielen 17 n. Chr. Olympiasieger beim Tethrippon wurde. Über Kleinasien gelangte er nach Syrien, von dort nach Ägypten. Da das Betreten des Nillandes Senatoren ohne ausdrückliche kaiserliche Erlaubnis untersagt war, soll Tiberius deshalb erzürnt gewesen sein. Germanicus kehrte zurück nach Syrien. Dort, in Antiochia, erkrankte er plötzlich und starb. Rasch kam das Gerücht auf, der Statthalter der Provinz, Gnaeus Calpurnius Piso, mit dem er im Streit lag, habe ihn vergiftet. Die genauen Todesumstände sind jedoch nie aufgeklärt worden. Piso, der vergebens um kaiserliche Rückendeckung nachgesucht hatte, nahm sich das Leben. Im Senatus consultum de Gnaeo Pisone patre ist der Senatsbeschluss über die gegen Piso verhängte Damnatio memoriae inschriftlich überliefert. Der auf der sogenannten Tabula Siarensis erhaltene Senatsbeschluss listet auch die Ehrungen auf, die Germanicus anlässlich der für ihn abgehaltenen Begräbnisfeierlichkeiten empfing.
Germanicus war, anders als sein Adoptivvater, im ganzen Reich sehr beliebt, was sich an der großen Trauer nach seinem Tod zeigte. Zahlreiche Ehrenmonumente und Totenehrungen wurden für ihn errichtet und beschlossen. Er war auch literarisch tätig; erhalten ist das astronomische Gedicht Arati Phaenomena in 725 Hexametern nach dem Lehrgedicht Phainomena (Himmelserscheinungen) des Aratos von Soloi.

## Rezeption
Georg Philipp Telemann schuf 1704 die Oper Germanicus, die die Ereignisse des Germanienfeldzugs als Paardrama zwischen Germanicus und Agrippina auf der einen sowie Arminius und Claudia (Telemanns Name für Thusnelda) auf der anderen Seite darstellt. Im Jahr 1732 schrieb Nicola Porpora die Oper Germanico in Germania.
Die barocke Serenata (Huldigungsmusik) Germanico basiert auf einer Episode aus Germanicus’ Leben. Die anonyme Komposition, die Anfang des 18. Jahrhunderts entstand und 2007 wiederentdeckt wurde, wird Georg Friedrich Händel zugeschrieben, was in der Musikwissenschaft allerdings nicht einhellig akzeptiert ist.

## Schriften
- Les phénomènes d’Aratos. Texte établi et traduit par André Le Boeuffle. Les Belles Lettres, Paris 1975.
- José María Bernardo Nicás Montoto: Revisión del texto, léxico, traducción y comentario de “los fenómenos de Arato” de Germánico. Dissertation. Universidad Complutense de Madrid, Facultad de Filología 2004, ISBN 84-669-2862-6. (PDF)